# Kenscoff (ort)
Kenscoff är en ort i Haiti.   Den ligger i departementet Ouest, i den södra delen av landet, 11 km sydost om huvudstaden Port-au-Prince. Kenscoff ligger 1 476 meter över havet och antalet invånare är 42 175.

## Terräng och klimat
Terrängen runt Kenscoff är kuperad söderut, men norrut är den bergig. Kenscoff ligger uppe på en höjd. Runt Kenscoff är det ganska tätbefolkat, med 214 invånare per kvadratkilometer. Närmaste större samhälle är Port-au-Prince, 11,4 km nordväst om Kenscoff. I omgivningarna runt Kenscoff växer huvudsakligen savannskog.